# مصطفی الزغراری
مصطفی الزغراری (۱۹۴۹ – ژوئن ۲۰۱۳) بازیکن فوتبال اهل مراکش بود. وی به‌همراه تیم ملی فوتبال مراکش در بازی‌های المپیک تابستانی ۱۹۷۲ شرکت کرده‌است.